# Costa Verde (kust i Spanien)
Costa Verde ("gröna kusten") är en kust på norra delen av Iberiska halvön, mot Kantabriska sjön och Biscayabukten. Den ligger i Asturien i norra Spanien.